# Pósfa
Pósfa ist eine ungarische Gemeinde im Kreis Sárvár im Komitat Vas.

## Geografische Lage
Pósfa liegt 21 Kilometer nordöstlich des Komitatssitzes Szombathely, 10 Kilometer nordwestlich der Kreisstadt Sárvár und ungefähr 3,5 Kilometer südlich des Flusses Répce. Nachbargemeinden sind Répceszentgyörgy, Hegyfalu, Ölbő und Szeleste.

## Geschichte
Die erste urkundliche Erwähnung des Ortes stammt aus dem Jahr 1465. Im Jahr 1913 gab es in der damaligen Kleingemeinde 69 Häuser und 319 Einwohner auf einer Fläche von 806 Katastraljochen. Sie gehörte zu dieser Zeit zum Bezirk Sárvár im Komitat Vas.

## Sehenswürdigkeiten
- Römisch-katholische Kirche Szent Jakab, erbaut im 18. Jahrhundert, 1879 erweitert und umgebaut
- Marienstandbild (Lourdes-i Szűz Mária) aus dem Jahr 1892

## Verkehr
Durch Pósfa verläuft die Hauptstraße Nr. 86. Die Gemeinde ist angebunden an die Bahnstrecke Porpác–Hegyeshalom.